# Шибеник
Шибеник (лат. Sebenicum или лат. , итал. Sebenico) је град у Хрватској и административни центар Шибенско-книнске жупаније. Према попису из 2021. у граду је живело 42.599 становника, а у самом насељу је живело 31.115 становника. Налази се у средишњој Далмацији, на ушћу реке Крке у Јадранско море.

## Природна обележја шибенског подручја
Рељеф карактерише врло разуђена обала, широк појас залеђа приморско-динарског крша Загоре, брдско-планински простор са завалом Плавно и плодним пољима у кршу, Книнским, Косово и Петровим пољем те северном заравни Буковица с Промином и кањоном река Крке и Чиколе. Пејзаж регије је врло разнолик, а море је највеће богатство и основни природни извор који одређује привредну основу. Ваздушна дужина обале је 56,2 km, а стварна чак 805,9 km. На подручју жупаније налазе се и два национална парка, Крка и Корнати. Просечна густина насељености је 51,7 становника на km².

### Клима
У приморском делу регије клима је медитеранска, а њен је велики утицај и на континенталној унутрашњости. На обалном простору врло је висока средња годишња осунчаност (2.710 сати), према унутрашњости инсолација се смањује. Температуре су лети релативно високе, међутим ублажује их ветар маестрал који дува с мора на копно. Уз обалу су зиме умерене или благе. Падавина је највише зими, а лета су претежно сува. У највећем делу шибенске регије превладавају ветрови бура и југо, а уз обални појас и маестрал.

## Историја
Шибеник се први пут спомиње за Божић 1066. године у даровници хрватског краља Петра Крешимира IV. Након владавине хрватских владара, наступила је угарска власт над градом, а затим повремена владавина Венеције. Од 15. века Шибеник долази под готово 400-годишњу власт Венеције, а из тог раздобља потиче и најзначајнији културно-историјски споменик Шибеника — позната шибенска катедрала св. Јакова, грађена у 15. и 16. веку.
Од 1797. године Шибеник улази у састав Хабсбуршке монархије, касније Аустроугарске уз краткотрајну власт Француске у време Наполеона. У саставу Аустроугарске остаје све до 1918.
Године 1838. по опису савременика, Шибеник је град на једном повисоком брежуљку, због чега су му улице криве и уске. Опасан је зидинама са копнене стране, а од мора је "тврдињица" Св. Ане. И изнад града у брдима су две "трврдињице" Св. Иван и Барона, некадашња заштита од Турака. На мору је пристаниште са "фортицом" Св. Николе зиданом 1546. године од стране италијанског архитекте Санмикелија.
У граду је од 1298. године седиште римокатоличког епископа. У граду са предграђима било је половином 19. века 20 католичих цркви са три мушка и једним женским манастиром. Најлепша црква у граду и целој Далмацији је католички храм Св. Јакова зидан у готско-италијанском стилу 1443-1555. године. Најлепша зграда је била Касина, подигнута на пијаци. Шибеник је 1838. године имао 5306 становника, који се баве успешно рибарењем у мору.

## Срби у Шибенику
У Шибенику је рођен 5. септембра 1792. године Гроф Јован С. от Симоновић, руски генерал-лајтнант, опуномоћени министар (конзул) у Техерану тадашњој Персији. Потиче из Србије, из породица која се давно доселила у Далмацију. Отац му је био "заклети" адвокат у Шибенику. Отац га је послао на Богословију, али је он међутим, са најбољим успехом филозофију завршио. Када је Наполеон освојио Далмацију, он се као слободом одушевљени млад човек прикључио "ослободиоцима" - француској управи у Далмацији. Постао је прво ађутант француског гувернера Грофа Дандола. Затим је као француски војник учествовао и истакао се у ратовима, док га 1809. године није лично Наполеон унапредио у чин официрски - лајтнанта. Имао је дакле као врло млад убрзану каријеру, и са само 18 година узраста, већ је 1810. године постао "капетански ађутант-мајор". Борио се у француским редовима против Аустрије и Русије, и у повратку из Москве, био је 1812. године од стране Руса заробљен, и затворен у Казању. Уследила је од пада Наполеона 1816. године, његова блистава војна каријера у руској царској армади. Био је касније гроф четврт века руски дипломата, у разним мисијама.
Велики српски добротвор, велетрговац Јован Бован родом из Мостара, је својим тестаментом од 2. децембра 1801. године завештао капитал за отварање српске школе и болнице, у њему драгом граду Шибенику. Али због рата када су Французи владали Далмацијом на почетку 19. века новац је био у ратне сврхе потрошен. Тек је 1832. године ствар кренула са места, и аустријска власт је повратила новац од Француза. Капитал од 17.000 ф. настао продајом две Бованове куће у Скрадину, уложен је добро у Милану и давао је годишњи приход од 850 ф., од камате. Шибеничка општина је поступајући по налогу више власти, нашла две куће и одредила пароха, поп Николу Вујиновића за српског учитеља.
У Шибенику се од 1810. године налази столица православног далматинског епископа. По опису из 1838. године ту се налазе две православне цркве. Прва је, градска српска саборна православна црква у Шибенику. Била је посвећена Успењу Пресвете Богородице, а службовали су један парох и два капелана. Парох месни 1818. године је јеромонах Исаије Омчикус, а капелан, поп Ћирило Опачић. Друга православна црква је у предграђу, и посвећена је Вознесењу Христовом.
Шибеник је пун српских трговаца и самим тим културно предњачи у околини. Књигу о цвећу добили су претплатом 1829. године поп Тодор Шишић и његови парохијани трговци: Марко Петрановић, Никола Милетић, Илија Брацановић, Илија Поповић, Сава Омчикус, Никола Кнежевић, Спиридон Поповић и двојица из Крке и Дрниша. Приручник о здрављу и лечењу болести добили 1830. године су читаоци из Шибеника. Били су то: поп Теодор Шушић парох, госпођа Марија Димитровић, трговци Никола Милетић и Марко Петровић, а скупљач претплате био је Спиридон Поповић. Године 1836. прибавили су највиђенији Срби Шибенчани "годишњак", петнаест трговаца на челу са протом Јованом Шушићем, Михаилом Драголовићем свештеником и учитељем, Томом Модуном учитељем. Павловићев "Српски народни лист" који је излазио у Будиму имао је (1839) ту четири претплатника. У Шибенику се 1843. године као претплатник једне српске ћириличне књиге - писменице јавља тамошња - "славна библиотека". Та библиотека и 1845. године узима Вукове српске народне песме из Беча. Претплату су извршили и грађани тамошњи: Марта Димитријевић, Јован Шушић трговац, Спиро Поповић и трговци - Петар Ковачевић, Симо Кулишић, Симо Симић, Кузман Петрановић и Павле Лукић.
Давидовићеву књигу о српској историји, прибавили су и Срби Шибенчани 1846. године: поп Јован Шишић свештеник и учитељ, Теодор Петрановић чиновник, Шпиро Цирковић апотекар, Никола Милетић, Никола Петрановић, Тодор Синобад, Стефан Матијашевић, Томе Синобад и неколико претплатника са стране. Вујићево путешествије "стигло" је и до Шибеника, где је скупљач претплате за 50 читалаца био Филип Филиповић от Сундецић. Претплатнички пункт у Шибенику организован је 1846. године и због Вукове књиге српских јуначких песама. Чинили су га претплатници грађани: поп Јован Шушић парох, три трговца Петар Ковачевић, Кузман Петрановић и Павле Лукић, те "високоучени" Спиро Поповић.
Претплатнички пункт за набавку српске историјске књиге оформљен је 1850. године у Шибенику. Чинили су га читаоци грађани: прота Тодор Пушић, професор Ђорђо Петрановић, учитељ Глишо Вулиновић, трговац Никола Милетић, Симо Вучковић трговац, Илија Скочић, Спиро Поповић и један ђак. Године 1852. родио се у Шибенику, син трговца Стевана Матавуља будући књижевник - Симо Матавуљ.
Занимљиву српску књигу о злату, штампану на лепој ћирилици у "Златном Прагу" 1851. године, купили су претплативши се Шибеничани. У списку пренумераната се наводе читаоци из Далмације: поп Тодор Шушић прота и парох, поп Глишо Вулиновић парох и учитељ, Ана Симић и Милица Ковачевић, те трговци Никола Милетић, Андрија Јовић и Спиро Поповић. Вукове "Српске народне приповетке" набавио је 1870. године задарски књижар Иван Бралић.
За споменик Лукијана Мушицког у Карловцу прилог су дали 1855. године, Срби Шибенчани: Петар Ковачевић, Сава Омчикус, Никола Милетић, Симеон Симић, Јово Будимир, Илија Скочић, Теодор Рапо, Ристан Еленовић и Спиро Поповић.

## Становништво
По попису из 2001. године у граду Шибенику је живело 51.553 становника, од чега је у самом Шибенику живело 37.060 становника.

### Попис 2011.
На попису становништва 2011. године, град Шибеник је имао 46.332 становника, следећег националног састава:
| Попис 2011.‍        | Попис 2011.‍        | Попис 2011.‍ | Попис 2011.‍ | Попис 2011.‍ |
| ------------------ | ------------------ | ----------- | ----------- | ----------- |
|                    |                    |             |             |             |
| Хрвати             | Хрвати             |             | 43.838      | 94,62%      |
| Срби               | Срби               |             | 1.434       | 3,10%       |
| остали и непознато | остали и непознато |             | 1.060       | 2,28%       |
| укупно: 46.332     |                    |             |             |             |

## Попис 1991.
На попису становништва 1991. године, насељено место Шибеник је имало 41.012 становника, следећег националног састава:
| Попис 1991.‍    | Попис 1991.‍  | Попис 1991.‍ | Попис 1991.‍ | Попис 1991.‍ |
| -------------- | ------------ | ----------- | ----------- | ----------- |
|                |              |             |             |             |
| Хрвати         | Хрвати       |             | 34.259      | 83,53%      |
| Срби           | Срби         |             | 3.889       | 9,48%       |
| Југословени    | Југословени  |             | 768         | 1,87%       |
| Муслимани      | Муслимани    |             | 175         | 0,42%       |
| Словенци       | Словенци     |             | 140         | 0,34%       |
| Албанци        | Албанци      |             | 131         | 0,31%       |
| Црногорци      | Црногорци    |             | 126         | 0,30%       |
| Македонци      | Македонци    |             | 106         | 0,25%       |
| Мађари         | Мађари       |             | 53          | 0,12%       |
| Словаци        | Словаци      |             | 19          | 0,04%       |
| Руси           | Руси         |             | 15          | 0,03%       |
| Немци          | Немци        |             | 12          | 0,02%       |
| Чеси           | Чеси         |             | 11          | 0,02%       |
| Пољаци         | Пољаци       |             | 10          | 0,02%       |
| Бугари         | Бугари       |             | 9           | 0,02%       |
| Италијани      | Италијани    |             | 9           | 0,02%       |
| Румуни         | Румуни       |             | 9           | 0,02%       |
| Јевреји        | Јевреји      |             | 8           | 0,01%       |
| Аустријанци    | Аустријанци  |             | 5           | 0,01%       |
| Грци           | Грци         |             | 5           | 0,01%       |
| Роми           | Роми         |             | 5           | 0,01%       |
| Украјинци      | Украјинци    |             | 5           | 0,01%       |
| Русини         | Русини       |             | 4           | 0,00%       |
| Турци          | Турци        |             | 3           | 0,00%       |
| остали         | остали       |             | 27          | 0,06%       |
| неопредељени   | неопредељени |             | 835         | 2,03%       |
| регион. опр.   | регион. опр. |             | 108         | 0,26%       |
| непознато      | непознато    |             | 266         | 0,64%       |
| укупно: 41.012 |              |             |             |             |

## Привреда, култура
Шибеник је први град на свету који је увео јавну расвету на вишефазну наизменичну струју. Јавна расвета у граду је прорадила 28. августа 1895. године, а струја је била дистрибуирана из хидроцентрале „Јаруга 1“ која је била пуштена у рад истог дана. Ово се догодило само два дана после пуштања у рад прве модерне хидроцентрале на свету – на Нијагариним водопадима.
Данас је Шибеник административно, културно-просветно и привредно средиште Шибенско-книнске жупаније Републике Хрватске који броји 51.553 становника (2001). До 80-их година 20. века Шибеник је био јаки индустријски центар с фабрикама „ТЕФ“ и „ТЛМ“, шибенска лука је била међу највећима у бившој Југославији, но долази до привредног пада, а у 90-има ТЕФ престаје с радом (фабрика је уклоњена), а ТЛМ који је знатно оштећен у рату, знатно је смањио производне капацитете. Од 1960. године редовно се одржава Међународни дечји фестивал, који почиње крајем јуна и траје 2 недеље, те је највећи културни догађај у Шибенику. Фестивал окупља плесне, драмске, ликовне и друге уметнике и друштва из целога света. Туризам има велики значај у привреди Града.

## Насељена места
Бораја, Брњица, Бродарица, Врпоље, Врсно, Гориш, Градина, Гребаштица, Данило Бирањ, Данило Горње, Данило Краљице, Доње Поље, Дубрава код Шибеника, Жаборић, Жирје, Затон, Зларин, Јадртовац, Каприје, Коњеврате, Крапањ, Лепеница, Лозовац, Мравница, Перковић, Подине, Радонић, Раслина, Ситно Доње, Сливно, Чврљево и Шибеник.

## Саобраћај
Град Шибеник има изузетно значајан саобраћајни положај, добре везе омогућују директне комуникације. Окосница је Јадранска туристичка цеста с одвојцима до Дрниша (32 km) и Книна (56 km) и даље у унутрашњост Хрватске. Довршетком ауто-пута Загреб—Сплит, тзв. Далматине, Шибеник је повезан са Загребом ауто-путем. Значајна је прометница и железничка пруга која води према Загребу и Сплиту, изграђена 1922. године. Ваздушни се саобраћај одвија преко Сплитског аеродрома (50 km од Шибеника) и Задарског аеродрома (70 km од Шибеника).

## Партнерски градови
- Чивитанова Марке
- Сан Бенедето дел Тронто
- Воирон
- Сињ